# Islip (hrabstwo Suffolk)
Islip – jednostka osadnicza w Stanach Zjednoczonych, w stanie Nowy Jork, w hrabstwie Suffolk.